# Tacca borneensis
Espèce
Tacca borneensis est une espèce de la famille des Dioscoreaceae.
C'est un géophyte rhizomateux originaire de l'Ouest de Borneo.
Il a été décrit en premier par Henry Nicholas Ridley en 1908,.

## Description
Ridley décrit la plante comme une grande plante touffue avec le port de Tacca cristata. Les feuilles sont ovales acuminées, le pétiole de 15 cm de long ou plus, le limbe de 60 cm de long et de 22 cm de diamètre. Les nervures glabres environ sont formées de 9 paires primaires distantes ascendantes et une intramarginale allant jusqu'à la pointe. Leur marge est ondulée. La hampe florale est robuste de 15 cm de long. Les bractées forment un involucre, subégales et similaires, ovales sessiles obtuses opposées pubescentes sur le dos de 6 cm de long et de 4 cm de large, les deux intérieures étant brièvement pétiolées. Ces bractées sont filamenteuses et plutôt courtes. Les fleurs sont plus petites que celles de Tacca cristata et violettes. Les sépales oblongs légèrement rétrécis à la base, ont un apex arrondi. Les pétales sont ovales mucronés aigus, de 4 cm de long. Les étamines, à filament très court mais distinct, avec des anthères ovales à base rétuse. Le stigmate est trop écrasé. L'ovaire et le pédicelle mesurent 4 cm.
Les larges feuilles ovales de cette plante seraient tout à fait suffisantes pour la distinguer de Tacca cristata. Les bractées involucrales sont également très distinctes, les externes largement ovales, les internes légèrement rétrécies à la base et toutes finement et légèrement pubescentes. Les fleurs sont plus petites et les étamines sont plus distinctement pétiolées.

## Systématique
Le nom correct complet (avec auteur) de ce taxon est Tacca borneensis Ridl..